# Reconquista Germanica
Reconquista Germanica (de l'espagnol : reconquista, « Reconquête », et du latin : Germanicus, « germanique » ou « allemand », abrégé : RG) est un réseau de cybermilitants, qui se manifeste lors de la campagne électorale des élections fédérales allemandes de 2017. Les militants le définissent comme un projet satirique de « gamers » (joueurs de jeux vidéo et de jeu de rôle grandeur nature). Dans les faits, des partisans de l'extrême droite allemande se coordonnent en ligne pour mener des cyberattaques contre des opposants politiques, des médias et des institutions.
Le groupe fait preuve d'une fermeté militaire dans son organisation et dispose d'une chaîne YouTube avec 33 000 abonnés. Elle s'organise principalement sur l'application de tchat Discord avec l'objectif déclaré de renforcer le parti de droite populiste Alternative pour l'Allemagne (AfD). Contrairement aux mouvements identitaires, la Reconquista Germanica ne fait pas l'objet d'une surveillance par la Verfassungsschutz (de), réponse recueillie par la Badische Zeitung (15 février 2018).

## Campagnes

### Campagnes pour l'année 2017
Reconquista Germanica décide en été 2017 d'influencer les élections fédérales en faveur de l'AfD. Elle unifie les militants les plus radicaux grâce à des forums aux horaires fermés, aux hashtags et aux objectifs de leurs campagnes ; de cette façon, les algorithmes des médias sociaux doivent être détournés de leurs fonctions, et les discours politiques (en ligne) dictés.
Pour créer des sujets de discorde, l'association organise des tirades sur Twitter et appelle à commenter les vidéos YouTube. Parmi les vidéos visées, on peut trouver celle de Rayk Anders (de), un producteur de clips vidéos sur des thèmes politiques destinés aux jeunes. Après une critique d'Anders sur le discours deux poids, deux mesures de l'AfD, publiée le 15 septembre 2017, 2000 commentaires sont publiés en l'espace de deux jours après l'appel de la RG,. Jan Böhmermann et Til Schweiger sont aussi mentionnés comme cibles d'attaque dans le Handbuch für Medienguerillas de la RG.
Pour le débat télévisé entre chanceliers en 2017, la RG lance le hashtag #Verräterduell (#DuelDeTraître) pour essayer de dominer la discussion sur Twitter. Après un appel dans la page commentaire d'une vidéo YouTube aux abonnés du canal YouTube de la RG, près de 15 000 membres se seraient connectés sur le serveur de Discord à seulement trois jours du duel télévisé, selon les investigations de BuzzFeed, dans un délai de 24 heures. Dans les jours précédant le duel, des mèmes et tweets sont préparés. Les militants publient leurs tweets contenant les hashtags #Kanzlerduell et #TVDuell et veillent ainsi à ce que leurs mèmes soient affichés dans le Top Tweets. Twitter ayant auparavant rendu plus difficile pour les comptes nouvellement créés d'apparaître dans les Trending Topics, ils ne parviennent pas à imposer leur hashtag #Verräterduell avant la fin du duel télévisé. 388 comptes Twitter ont recours à ces hashtags pour un total de plus de 202 000 tweets portant sur le duel télévisé ; c'est à ce jour l'un des résultats le plus intensivement discutés sur Twitter en Allemagne.
De même, le réseau couvre la porte-parole nationale de la Linksjugend Solid (de), Sarah Rambatz, d'un flot d'insanités diffusé sur Internet, fait de menaces de mort et de viol, après l'apparition de captures d'écran sur lesquelles elle demandait dans un groupe Facebook des « recommandations de films antiallemands », où des Allemands meurent. Rambatz se retira de la campagne pour les élections législatives et expliqua qu'elle renonçait à sa place sur la liste de la circonscription de Hambourg Die Linke. Immédiatement après la parution d'un rapport de plusieurs pages dans son édition papier, le magazine Der Spiegel est la cible de RG : par moments, jusqu'à 7 000 tweets toutes les heures, contenant les hashtags #NichtMeinSpiegel et #LügenSpiegel, se retrouvent dans les Trending Topics,.

### Campagnes pour l'année 2018

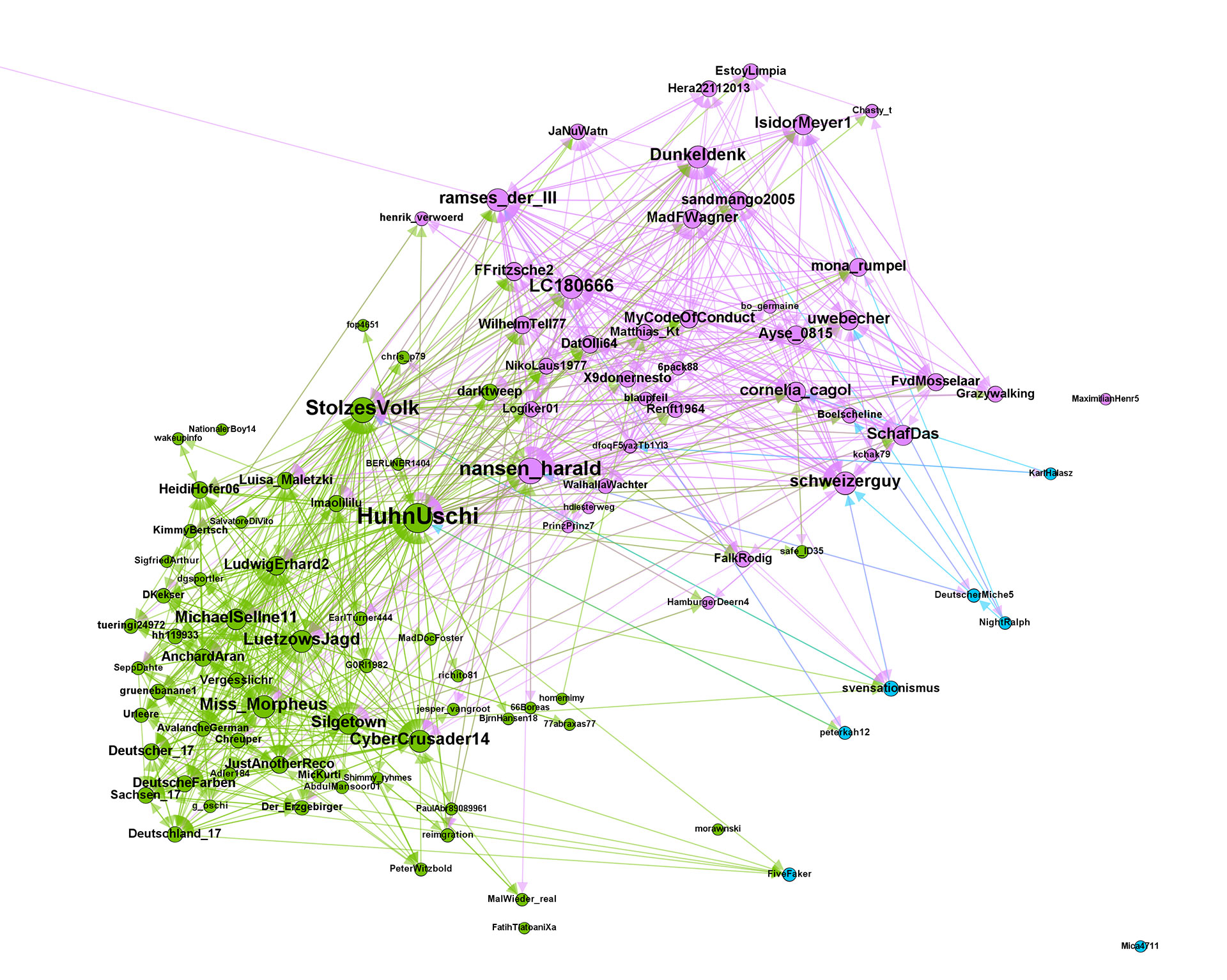
Réseau des 114 comptes-Twitter, qui fin janvier 2018 ont eu recours à l'Hashtag #reconquistagermanica (la taille des points est proportionnelle au nombre de Followers).

Une autre campagne concerne la diffusion du film de l'ARD Aufbruch ins Ungewisse (de), le 14 février 2018. Conformément aux Faktenfinder, rubrique du tagesschau.de, la discussion sur le film est influencée de manière massive et ciblée sur les réseaux sociaux ; le scénario mettant en scène la fuite de dissidents en Afrique aux dictatures d'extrême droite dominant l'Europe. Après une analyse du Badische Zeitung sur Twitter, la diffusion de 1 150 tweets avec le hashtag #AufbruchInsUngewisse permet à ce hashtag d'arriver en tête sur les Trends de Twitter. Environ les deux tiers de ces tweets sont issus de la droite. Il est frappant de constater que 38 % de ces comptes Twitter datent de moins d'un an, tandis que pour le tiers restant, seulement 14 % des comptes ont été créés au cours des douze derniers mois. Le recours à des bots lors de la campagne n'a pas été effectif selon une analyse réalisée pour le blog Übermedien de Stefan Niggemeier (de), seulement 230 comptes, ont pu être reliés à RG selon leurs liens. Le Badische Zeitung en est venu à la conclusion que, à la suite du suivi conséquent de l'instruction de la RG : « créez-vous entre cinq et dix comptes Twitter », seulement environ 35 à 70 personnes ont participé à la tempête de trolls. Quelques jours avant la diffusion du film, netzpolitik.org a analysé que seulement 114 Comptes ont twitté sous le hashtag #ReconquistaGermanica.

### Études et analyses
La chercheuse en propagande de l'Université d'Oxford, Lisa-Marie Neudert conclut que l'AfD monopolise 30 % du trafic des réseaux sociaux lors de la campagne électorale des élections du Bundestag de 2017, marginalisant nettement les autres partis. En particulier, la RG avec d'autres partisans de l'AfD réussit à apparaître plus importants qu'ils ne le sont sur Internet.
Selon l'une des études commandées par l'Open Society Fondations, 5 % des comptes Facebook sont responsables de 50 % des j'aime portant sur des commentaires haineux.
Une analyse menée par des chercheurs s'intéressant à l'extrémisme de l'Institute for Strategic Dialogue de Londres note que, par exemple, quinze jours avant le jour du scrutin, sept des hashtags de RG, comme par exemple #nichtmeinekanzlerin, #reconquista et #merkelmussweg, se trouvaient dans le Top 20 des Trending Hashtags en Allemagne. Le hashtag #AfD est alors pendant l'ensemble de ces deux dernières semaines précédant les élections à la première ou à la deuxième place, #Traudichdeutschland, est le deuxième hashtag le plus actif propulsé par RG.

## Organisation

### Hiérarchie

Organigramme de la Reconquista, Germanica.

L'Organisation de la Reconquista Germanica s'inspire des hiérarchies militaires : un commandant en chef, des généraux, des officiers, des Gefreiter et des recrues. Selon une analyse de la chercheuse en extrémisme et en terrorisme, Julia Ebner (de), les succès virtuels sont récompensés avec des promotions vers des rangs virtuels plus élevés, qui doivent plus tard se transposer au sein de la société réelle. Dans un des organigrammes, la Mouvance identitaire et la Junge Alternative für Deutschland sont répertoriées en tant que partie de la Reconquista Germanica.

### Personnalités importantes du mouvement
Le chef du mouvement, sur lequel peu d'informations sont connues, s'appelle Nikolai Alexandre. Selon des recherches de la Badische Zeitung, il est issu de la ville tchèque d'Ostrov (en allemand : Schlackenwerth) et dispose d'un compte de donateur auprès de la Caisse d'épargne de la région de l'Allgäu (de). Selon le Süddeutsche Zeitung, il vit en Bavière. Avant qu'il ne mette en place le serveur Discordia, en septembre 2017, le fan autoproclamé de Schopenhauer a, pendant cinq ans, publié des vidéos sur sa chaîne YouTube (désormais bloquée en Allemagne). Ces vidéos sont des sortes de diaporamas, qui au fil des ans sont devenus de plus en plus xénophobes. Sur leurs pistes sonores, il défend la Russie contre l'Occident, et déclare que la Souveraineté allemande est l'objectif premier, car il considère l'Allemagne comme une colonie des États-Unis. Belltower.News (de) voit Alexander comme une charnière entre le mouvement identitaire et les Néonazis classiques : c'est ainsi que font référence le YouTubeur proche de l'AfD Hagen Grell et le guitariste de la bande de rock néonazis Stahlgewitter, Frank Kramer, sur leurs réseaux à Alexandre, et inversement. Martin Sellner fait aussi partie des listes d'utilisateurs de la Reconquista Germanica.
Lars Steinke, président des Junge Alternative für Deutschland de Basse-Saxe et collaborateur du groupe AfD, reconnaît dans une interview, avoir participé aux campagnes Twitter de la Reconquista Germanica. De même, Yannick Noé, président du cercle de l'AfD pour Leverkusen, fait alors partie du réseau en tant que VIP du groupe d'armées de l'Ouest.

### Stratégies
Selon BuzzFeed, la stratégie de la RG consiste à déplacer les utilisateurs de 4chan jusqu'à YouTube vers les réseaux privés comme Discord. La Süddeutsche Zeitung dénombre 5 000 utilisateurs sur le serveur Discord de la RG. Il leur est demandé par Alexandre de se créer autant de comptes Twitter que possible et de retwitter autant que possible les tweets disponibles sur Discord. C'est ainsi que l'impression d'être majoritaire doit être produite. Le but n'est pas nécessairement de convaincre les adversaires bornés avec des arguments, mais de les provoquer, de les humilier et – si les opposants résistent à ces tactiques – de les insulter. Par ailleurs, il existe d'autres stratégies sur les réseaux sociaux, comme de se présenter comme réfugié et de prétendre publiquement que, par exemple, il n'y aurait plus de guerre en Syrie.
Conformément à la Deutschlandfunk Kultur[pas clair], les membres de la RG sont majoritairement d'âge moyen, parmi eux, peu de femmes sont présentes. Christian Stöcker (de), qui fit des recherches dans le cadre d'un des projets sur les attaques de propagande sur les réseaux sociaux, financés par le Ministère fédéral de l'Éducation et de la Recherche, observe que les mécanismes et motivations des militants sont comparables avec ceux qui sont passionnés de jeux vidéo. Selon lui, ils se trouvent « au beau milieu de la société de consommation occidentale », mais en même temps ressentent « un énorme besoin de pensées idéologiques et de haine et de luttes ». Dans la Frankfurter Allgemeine Zeitung, la journaliste et sociologue Carolin Wiedemann voit dans les plusieurs centaines de membres de la RG le pendant « d'exercice de virilité » des Corps francs fascistes, tel que le décrit Klaus Theweleit, dans sa dissertation sur l'image de la femme et les fantaisies viriles des années 1920.
Selon Julia Ebner, dans le soi-disant centre de prévoyance de crise de la Reconquista Germanica, on croit à l'imminence d'une guerre des races, raison pour laquelle la RG met à disposition des instructions pour la fabrication d’électrochocs et d'armes à feu. La reconquête d'une Allemagne perdue à des forces étrangères figure au sommet de leurs préoccupations.

## Adaptation satirique
Jan Böhmermann lance, dans le Cadre de son émission Neo Magazin Royale du 26 avril 2018, une adaptation satirique avec la Reconquista de l'Internet. Il fait partie des « Wichsern (enfoirés), qui gâchent le plaisir des Wichsern qui nous gâchent le plaisir d'internet ». « Chacun qui s'en tient aux règles strictes de ce manifeste secret détient le droit d'y participer », s'exclame l'animateur de télévision, en brandissant à la caméra la Loi Fondamentale allemande.